# ヘリコン山のアポロンとミューズたち
『ヘリコン山のアポロンとミューズたち』（ヘリコンやまのアポロンとミューズたち、仏: Apollon et les muses sur le mont Hélicon、英: Apollo and the Muses on Mount Helicon）、または『パルナッソス』（仏: Parnasse、英: Parnassus）は、17世紀フランスの巨匠クロード・ロランがキャンバス上に油彩で制作した絵画で、画家が亡くなる2年前の82歳の時の作品である。画面下部中央に作品名と画家の署名「PARNASS[...]PARN[...]SS [...] CL[...]D[...] 」が不明瞭に記されている。元来、ローマの有力貴族であったコロンナ家のパリアーノ公ロレンツォ・オノフリオ・コロンナにより発注され、1789年までコロンナ家に所有されていた。その後、数々の所有者を経て、1912年以来、ボストン美術館に所蔵されている。

## 作品
クロードは最後の10年間に限られた主題だけを採りあげたが、それらの多くはウェルギリウスの長編叙事詩『アエネイス』に由来するものであった。
本作は、画家最後の年月に描かれた牧歌的な神話主題作品の好例である。画家の技術は以前同様に洗練されたものであるものの、しばしば構図は以前の画面の両側に描かれた木々による完璧な均衡を失っており、全体像はぎこちなく見える。しかし、画家がほかのすべてを排除して、完全に大気の描写に専念していることに気づけば、そのようなぎこちなさの感覚は消え失せる。
この絵画は、クロードが贋作を防ぐために自身の絵画を素描として記録した『真実の書』(大英博物館、ロンドン) 中に193番の素描として登場する。画面では、詩と音楽の神アポロンが芸術の女神たちであるミューズたちに取り囲まれている。画面上部右側には翼のある馬ペガサスがいる。馬は岩を蹴って、水の流れ出るヒッポクレーネの泉を露わにしているが、この泉は芸術創造のための霊感の源とされる。